# Manzaneda
Manzaneda – gmina w Hiszpanii, w prowincji Ourense, w Galicji, o powierzchni 114,59 km². W 2011 roku gmina liczyła 1001 mieszkańców.